# Rajni Tilak
Rajni Tilak (ur. 27 maja 1958, zm. 30 marca 2018) – jedna z najważniejszych indyjskich działaczek na rzecz praw dalit oraz wiodąca dalicka feministka i pisarska. Pełniła funkcję dyrektorki wykonawczej Centrum Alternatywnych Mediów Dalitów, była współzałożycielką Narodowego Stowarzyszenia Organizacji Dalitów i prezeską Dalit Lekhak Sangh (Grupy Pisarzy Dalitów).

## Życiorys
Jej ojciec był krawcem, którego przodkowie wyemigrowali do Delhi ze stanu Uttar Pradesh. Jako najstarsze z siedmiorga dzieci w rodzinie, musiała zrezygnować z marzeń o pielęgniarstwie z powodu braku wsparcia finansowego. Podjęła pracę, aby pomóc rodzinie. Wcześnie zainteresowała się pisarstwem, czego wyrazem było napisanie pierwszego wiersza Ka Se Kahu Dukh Apna. Po ukończeniu studiów wyższych w 1975 zaczęła w ITI (Industrial Training Institute) kursy zawodowe (stenografia, krojenie i krawiectwo).

## Aktywizm i kariera
Podczas studiów w Delhi zorganizowała związek zawodowy dla dziewcząt, protestując przeciwko dyskryminacji ze względu na płeć. Jako liderka grupy połączyła siły z Postępowym Związkiem Studentów. Później rozstała się z organizacją, powołując się na różnice ideologiczne i polityczne. Zorganizowała liczącą 4 tysiące osób organizację pracownic anganwadi, aby zająć się żądaniami uregulowania skali płac. Z biegiem lat Tilak zaangażowała się w aktywizm dalitów i kwestionowała patriarchat w wymiarze kastowym. W 1972 2 Delhi zorganizowała protesty w sprawie gwałtu w Mathurze. Związała się z Saheli, autonomiczną grupą kobiet. Tam zaczęła pracować nad kwestiami zdrowia, warunków sanitarnych, doradztwa w zakresie planowania rodziny, gwałtów, molestowania.
W latach 80. XX wieku Tilak założyła w Delhi Bharthiya Dalit Panthers. Powstała dalicka grupa teatralna o nazwie Ahahwan oraz młodzieżowe koło naukowe.
Była związana z wieloma organizacjami, takimi jak NACDAOR (National Confederation of Dalit and Adivasi Organizations), CADAM (Center for Alternative Dalit Media), NFDW (National Federation of Dalit Women), Rashtriya Dalit Mahila Andolan (RDMA) i wiele innych.
W 2011 bollywoodzki film Aarakshan (reż. Prakash Jha) wywołał kontrowersje, gdyż reżyserowi zarzucano, że obraził dalitów. Tilak została poproszona o obejrzenie filmu przed jego premierą.
W 2012 była częścią koalicji dalickich i niedalickich pisarzy, uczonych i aktywistów, którzy złożyli petycję do Narodowej Rady Badań Edukacyjnych i Szkoleń (NCERT) o prawidłowe przedstawienie roli dr. B.R. Ambedkara w podręcznikach szkolnych.

## Śmierć
Zmarła w wieku 59 lat w szpitalu św. Szczepana w Delhi. Została zabrana do szpitala na leczenie z powodu choroby kręgosłupa. Przeżyła ją córka – aktorka, artystka, aktywistka i pisarka Jyotsna Siddharth.
Jej śmierć była opłakiwana przez wielu uczonych i działaczy.

## Twórczość literacka
- Bharat Ki Pehli Shikshika – Savitribai Phule (1998)[25]
- Padchaap (2000) – tomik poezji
- Buddha Ne Ghar Kyon Chhoda (2005)
- Samkalin Bharthiya Dalit Mahila Lekhan Vol. 1 (2011) – opracowana i zredagowana antologia pisarstwa kobiet dalitów
- Samkalin Bharthiya Dalit Mahila Lekhan Vol. 2 (2015[26])
- Hawa se Bechain Yuvtiyan (2015) – tomik poezji
- Dalit Stree Vimarsh Avum Patrakarita (2016)
- Samkalin Bharthiya Dalit Mahila Lekhan vol. 3 (2017)[26]
- Savitribai Phule Rachna Samagra (2017) – skompilowane i przetłumaczone dzieła dalickiego aktywisty Savitribai Phule(inne języki)[26]
- Apni Zameen Apna Aasman (2017) – autobiografia[26]

- Dr. Ambedkar Aur Stree Chintan Ke Dastavez (2018) – opracowanie i redakcja[26]

## Nagrody
- Outstanding Woman Achievers Award przyznana przez National Commission for Women (2013)
- Nagroda za całokształt twórczości na konferencji Dalit Women Speak Out(inne języki) (2017)